# Madhya Pradesh Stock Exchange
Die Madhya Pradesh Stock Exchange (MPSE) war eine Wertpapierbörse in Indore, Madhya Pradesh, Indien. Sie war bis zu ihrer Auflösung im Jahr 2015 eine von der SEBI anerkannte permanente Börse. Sie wurde 1919 gegründet und war die drittälteste Börse Indiens.

## Geschichte
Die MPSE wurde 1919 ursprünglich als Verein mit rund 150 Brokern als Mitglieder gegründet. 1988 erhielt sie von der indischen Regierung gemäß dem Securities Contract (Regulation) Act von 1956 („SCRA“) die dauerhafte Anerkennung. MPSE zählte rund 315 Unternehmen, darunter einige der führenden Konzerne des Landes.
Im Jahr 2005 musste die MPSE demutualisieren und zu einer Aktiengesellschaft werden.
Nach dem Zusammenschluss mit der National Stock Exchange (NSE) im Jahr 2012 und der Bombay Stock Exchange (BSE) im Jahr 2013 wurde die MPSE zur einzigen regionalen Börse Indiens, die ihren Mitgliedern eine unabhängige Handelsplattform bot. Die MPSE war die erste regionale Börse, die eine Vereinbarung mit beiden Börsen schloss, und die erste in Indien, die die Genehmigung der SEBI erhielt, um die regionalen Börsen aus der Ruhephase zu holen. Zuvor war der Handel an der MPSE über ihre Tochtergesellschaft gestattet.
Im Jahr 2014 forderte SEBI MPSE auf, eine eigene Handelsplattform mit einem Nettowert von 100 Crore Rupien zu schaffen, andernfalls würde die Organisation ihre Anerkennung verlieren. SEBI erkennt die MPSE seit dem Jahr 2015 nicht mehr an.